# Селім I

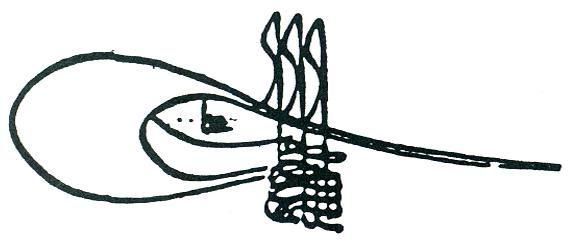
Тугра Селіма I

Селім I Явуз (Грізний) (тур. سليم الأول, Yavuz Sultan Selim, 10 жовтня 1470 — 22 вересня 1520) — султан Османської імперії (з 25 квітня 1512), який протягом свого правління вдвічі збільшив її територію. Син Баязида II, батько й попередник Сулеймана Пишного.
Здійснив грандіозні завоювання. Майже не вів воєн проти християн. Першим із османських султанів 1517 року прийняв титул халіфа Ісламу, здобувши лідерство в його сунітській гілці внаслідок завоювань на Близькому Сході.

## Біографія
Народився 10 жовтня 1470 року в Амасії. Коли батько, султан Баязид II, у питаннях престолонаслідування став надавати явну перевагу його братові Ахмеду, Селім почав перейматися власним майбутнім. Балканський намісник збунтувався, і на чолі невеликого війська відважно рушив на Стамбул. Скоріш за все, він сподівався на підтримку заколотників у столиці, однак розрахунок не виправдався. У бою батько (що стояв на чолі величезної армії) легко здолав сина, і тому довелося сховатися у Криму, де його підтримував хан.
Проте інші сини Баязида II також вважали, що батько засидівся на троні. Тому розв'язали криваву міжусобицю. І тоді вперше у «родинні справи» втрутилися яничари. Вони зажадали султаном Селіма. Покинутий гвардійцями, а тому безсилий, 25 квітня 1512 року Баязид II добровільно зрікся престолу на його користь. Повернення втікача нагадувало тріумф. Новий султан відразу наказав стратити всіх родичів по чоловічій лінії, які могли б претендувати на престол, а через рік — отруїти батька). Саме за це Селім отримав своє прізвисько.

## Правління

### Завоювання

#### Протистояння із Сефевідами

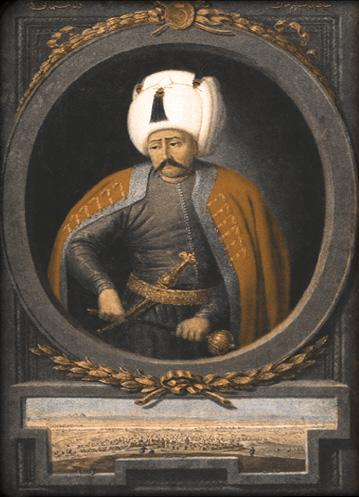
Селім І. Зображення на гравюрі

Позиціонуючи себе лідером сунітів, конкурував із могутнім шиїтським шахом Ісмаїлом — Сефевідом, володарем Ірану, Іраку, Афганістану та Середньої Азії. У 1513 році Селім влаштував у Анатолії жорстоку різанину «єретиків»-шиїтів, знищивши 40—45 тисяч осіб у віці від 7 до 70 років — імовірно, щоб очистити від «п'ятої колони» прикордонні області (доти 4/5 населення Малої Азії були шиїтами і співчували Сефевідам).
У травні 1514-го турецька армія вторглася до володінь Ісмаїла. Кизилбаші уникали бою, сподіваючись виснажити супротивника відступом вглиб країни, знищуючи на його шляху все, що могло стати у пригоді. Вирішальний бій відбувся 23 серпня 1514 року на рівнині Чалдиран (тур. Çaldiran) і закінчився повним розгромом війська кизилбашів. Шах дивом врятувався втечею. Через два тижні Селім вступив до столиці Сефевідів — Тебризу — проте пробув там всього кілька днів (яничари, боячись голодної зими, зажадали вести їх додому).
Поверталися через Єреван, Карс та Ерзурум, прихопивши шахські казну, гарем і близько тисячі ремісників. До імперії було приєднано майже весь Курдистан та частину Вірменії. Незабаром більшу частину Курдистану Ісмаїл повернув собі назад, але наступного року деякі курдські вожді добровільно перейшли під протекцію султана.

#### Розгроммамлюків. ЗавоюванняЄгипту
Мамлюцький султан Кансух аль-Гурі намагався перешкоджати підкоренню турками Курдистану. Селім довго підтримував у ньому надію на мирне вирішення конфлікту, поки не підготувався до удару.
Війна почалася восени 1516 року, коли султан Селім без бою захопив Сирію; 9 жовтня він вступив до Дамаска, а в листопаді завершив завоювання Палестини.
У січні 1517 року Селім I вступив до Єгипту та взяв в облогу Каїр, змусивши султана Туман-бея II тікати. Після цього мамелюцький султан безуспішно пробував повернути престол. Після захоплення Каїру Селім I наказав стратити 800 мамелюцьких беїв.
Завоювання Єгипту мало велике значення для Османської імперії. У її руках опинилися Хіджаз, священні міста ісламу — Мекка та Медина, — а також Ємен.

#### Халіф Ісламу
Захопивши Мамелюцький султанат, якому належали також два священні міста ісламу — Мекка та Медина, — султан Селім проголосив себе халіфом.

### Останні роки

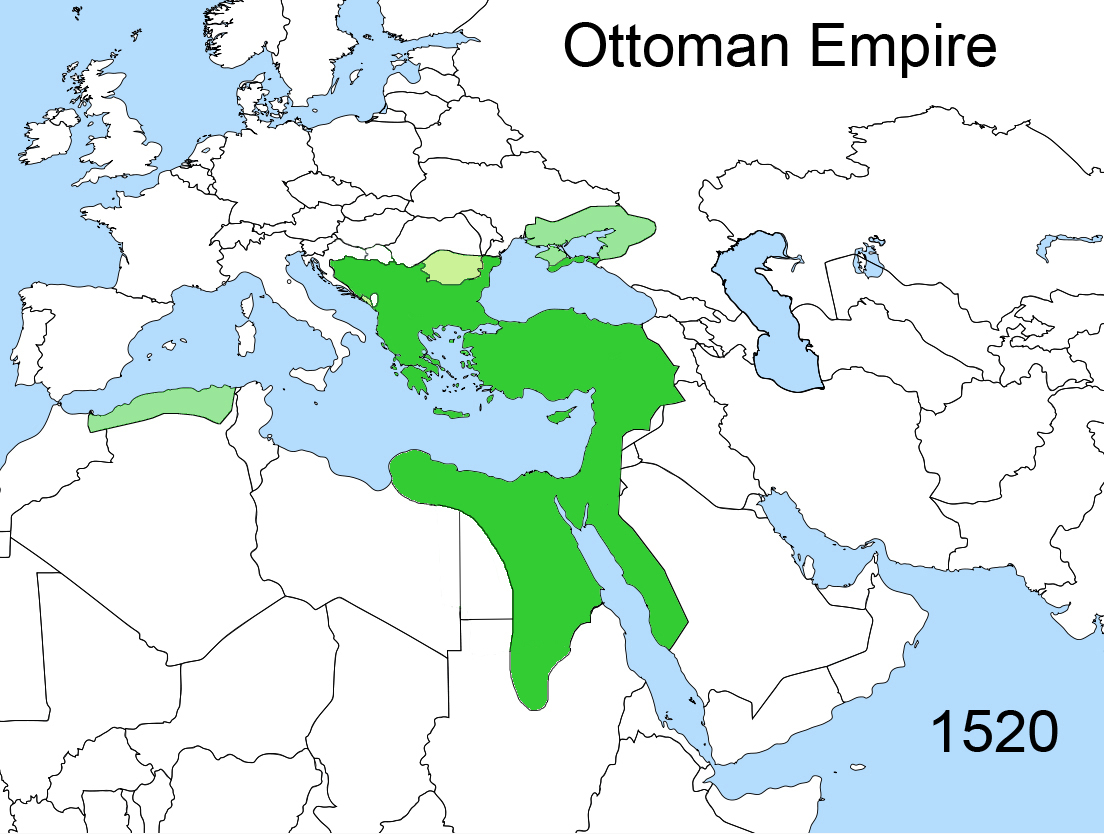
Османська імперія в 1520 році

Внаслідок завоювань протягом чотирьох років (1513—1517 рр.) султан Селім збільшив територію Османської держави вдвічі.
У 1518 переможний султан уклав мир із Угорщиною. У 1519 році васалом Османської імперії визнав себе емір Алжиру Хайраддін Барбаросса. На Близькому Сході більше ніхто не насмілювався кинути Селімові виклик (якщо не рахувати релігійних заколотів в Сирії і Анталії протягом 1518—1519 років, з якими війська султана легко впоралися).
Селім помер у віці 54 років від чуми у м. Чорлу, готуючи експедиції на острів Родос і до Індії. Здійснити більшість своїх планів він так і не встиг. Справу батька продовжив син — Сулейман I Пишний. Батько добре підготував його до управління імперією та армією.

## Цитати
|  | Панувати — це суворо карати. |